# Norsko na Zimních olympijských hrách 1932
Norsko na Zimních olympijských hrách 1932 v Lake Placid reprezentovalo 19 sportovců, z toho 18 mužů a 1 žena. Nejmladším účastníkem byl Kåre Walberg (19 let, 224 dní), nejstarším pak Ole Hegge (33 let, 262 dní). Reprezentanti vybojovali 10 medailí, z toho 3 zlaté, 4 stříbrné a 3 bronzové.

## Medailisté
| Medaile | Jméno                | Sport              | Disciplína           |
| ------- | -------------------- | ------------------ | -------------------- |
| Zlato   | Sonja Henie          | Krasobruslení      | Ženy jednotlivci     |
| Zlato   | Johan Grøttumsbråten | Severská kombinace | Muži jednotlivci     |
| Zlato   | Birger Ruud          | Skoky na lyžích    | Muži normální můstek |
| Stříbro | Ole Stenen           | Severská kombinace | Muži jednotlivci     |
| Stříbro | Hans Beck            | Skoky na lyžích    | Muži normální můstek |
| Stříbro | Bernt Evensen        | Rychlobruslení     | Muži 500 m           |
| Stříbro | Ivar Ballangrud      | Rychlobruslení     | Muži 10 000 m        |
| Bronz   | Arne Rustadstuen     | Běh na lyžích      | Muži 50 km           |
| Bronz   | Hans Vinjarengen     | Severská kombinace | Muži jednotlivci     |
| Bronz   | Kaare Wahlberg       | Skoky na lyžích    | Muži normální můstek |